# صورية مولوجي
صورية مولوجي (08 أكتوبر 1977). وزيرة الثقافة والفنون الجزائرية في حكومة أيمن بن عبد الرحمان، استلمت رئاسة الوزارة في 19 فبراير 2022 خلفا لوفاء شعلال. تولت منصب رئيس المركز الوطني للبحث في الأنثروبولوجيا الاجتماعية والثقافية بالإنابة قبل تعيينها.

## المسيرة العلمية
تحصلت على شهادة دكتوراه علوم تخصص ترجمة وعلم الإنسان وشهادة التأهيل الجامعي من جامعة وهران، وحاصلة على درجة أستاذة بحث قسم أ

## المسيرة المهنية
امتهنت مولوجي التدريس من سنة 2003 إلى 2010 في عديد الأقسام التابعة لكلية الآداب، اللغات والفنون، والتحقت مولوجي بالمركز الوطني للبحث في الأنثروبولوجيا الاجتماعية والثقافية بوهران في سنة 2006، حيث تولت منصب رئيسة قسم العلاقات الخارجية والتثمين العلمي من بين عديد المناصب الإدارية والعلمية الأخرى.
وهي باحثة دائمة وعضو منتخب بالمجلس العلمي بالمركز، كما انها مسؤولة خلية الرقمنة، ورئيسة الخلية المكلفة بمتابعة المشاريع ذات الصدى الاجتماعي والاقتصادي التي أنشأتها المديرية العامة للبحث العلمي والتطوير التكنولوجي التابعة لوزارة التعليم العالي والبحث العلمي، كما أنها نائبة رئيس لجنة قراءة الكتب بالمركز وعضو لجنة المراجعة العلمية بعديد المجلات المحكمة الوطنية والدولية.
قادت مولوجي وشاركت في عديد المشاريع البحثية العلمية، وهي أيضًا رئيسة المرصد الوطني للدراسات والبحوث الاجتماعية والاقتصادية، التابع للتنسيقية الوطنية لحماية المجتمع.
في نوفمبر 2021، نظمت يومًا دراسيًا حول «ثقافة العيش معًا في سلام» بالتعاون مع جامعة وهران، وشاركت في نقاش حول المدرسة والمواطنة مع جمعية الصحة سيدي الهواري في وهران. وتُعد ثاني باحثة في المركز الوطني للبحث في الأنثروبولوجيا الاجتماعية والثقافية تُعين وزيرةً بعد نورية بن غبريط رمعون التي أشرفت على وزارة التربية الوطنية بين عامي 2014 و2019.

## المناصب
- 19 فبراير 2022 – ،وزيرة الثقافة الجزائرية
- رئيسة المركز الوطني للبحث في الأنثروبولوجيا الاجتماعية والثقافية بالإنابة
- رئيسة المرصد الوطني للدراسات والبحوث الاجتماعية والاقتصادية (أونارس)
- مديرة عامة لمؤسسة البحث العلمي في الجزائر
- عضو منتخب في المجلس العلمي
- نائب رئيس لجنة قراءة الكتب في مركز التطوير العلمي
- رئيسة قسم العلاقات العامة الخارجية والتثمين العلمي.